# زندگی روزمره در ایران مدرن با تأمل بر سینمای ایران
زندگی روزمره در ایران مدرن با تأمل بر سینمای ایران کتابی از هاله لاجوردی است که در آن نویسنده تلاش می‌کند با نگاهی به سینمای ایران از دههٔ ۱۳۷۰ به بعد، زندگی روزمره مردم ایران را بررسی کند. این کتاب، در اصل، رسالهٔ دکتری لاجوردی در دانشگاه تهران است.

## محتوا
این کتاب از اولین آثار تألیفی ایرانیان راجع به موضوع زندگی روزمره است. در این کتاب تلاش می‌شود با استفاده از بازنماییِ سینما، به فهمِ زیستِ روزمرهٔ ایرانیان از دههٔ ۱۳۷۰ به بعد پرداخته شود. هدف اصلی لاجوردی، نه تحلیل سینما و مخاطبانش، بلکه بررسی مقولهٔ «زندگی روزمره» به‌عنوان پدیده‌ای است که اهمیت جامعه‌شناختی دارد و به یکی از چالش‌برانگیزترین مفاهیمِ جامعه‌شناسی تبدیل شده است. جامعه‌شناسان اعم از مدرنیست‌ها و پست‌مدرنیست‌ها به اهمیت مقولهٔ «زندگی روزمره» اذعان دارند و هر کدام به شیوه‌ای تلاش دارند جایگاه آن را در نظریه‌پردازی‌های خود مشخص کنند. انتخابِ رسانه‌ای هنری به‌مثابهٔ میانجیِ بازنماییِ زندگی روزمره از این نظر می‌تواند موجه باشد که قلمروهای علم، اخلاق و هنر، برگرفته از درونِ زندگی روزمره هستند، این حوزه‌ها نه‌تنها مکمل یکدیگرند، بلکه هر کدام ابزاری منحصر به فرد برای بازنمایی و نقد هستند و می‌توانند قلمرویی را که از آن برخاسته‌اند، یعنی زندگی روزمره، به ما معرفی کنند. هدف نویسنده در این کتاب آن است که بتواند آنچه را سینمای ایران از دههٔ ۷۰ به بعد نشان می‌دهد، از دیدگاه نظریه انتقادی دریابد. به این ترتیب، شش فیلم سینمایی دههٔ ۷۰ به بعد ایران به‌صورت مجزا و با استفاده از عناصر نظری و روش نظریه‌پردازان انتقادی، تفسیر و سپس روایتی نقادانه از زندگی روزمره ایرانیان ارائه می‌شود.
در بخش نخست کتاب، زندگی روزمره و نظریه‌های آن در سه قسمت تشریح می‌شود: قسمت اول، با عنوان زندگی روزمره، شامل نگاه تاریخی کوتاهی به تلاش صاحب‌نظران برای دستیابی به تجربه ملموس بشری و تفاوت دیدگاه‌های آنان از دکارت تا هابرماس است. قسمت دوم که مبانی نظری کتاب را تشکیل می‌دهد، دربرگیرندهٔ خلاصه‌ای از نظریات انتقادی در زندگی روزمره است. از نظر لاجوردی، نقطهٔ مشترکِ همهٔ نظریه‌پردازان انتقادی آن است که به نقد فلسفه‌ها و نگاه‌هایی می‌پردازند که زندگی روزمره را به امور بدیهی و پیش‌پاافتاده تقلیل می‌دهند که تحت سیطرهٔ رفتارها و کنش‌های عادی و مکرر است. غفلت از شناخت زندگی روزمره با توجه به ظرافت‌ها و تناقضات و ابهام‌های آن، همانا غفلت از مهم‌ترین جایگاه تولید معنا و شناخت در جهان اجتماعی است. بخش بعدی کتاب به روش‌شناسی نظریه انتقادی مبنی بر نظریات هابرماس راجع به زیست‌جهان و نظام می‌پردازد و برای تفسیر انتقادیِ فیلم‌های انتخابی، عناصری از نظریه‌های انتقادی معرفی می‌شود. بخش بعدی کتاب شامل تفسیر فیلم‌های کاغذ بی‌خط (۱۳۸۰)، سارا (۱۳۷۱)، دو زن (۱۳۷۷)، چتری برای دو نفر (۱۳۷۹)، لیلا (۱۳۷۵)، و زیر پوست شهر (۱۳۷۹) است.

## نقد
این کتاب در یکی از برنامه‌های نقد کتاب رادیو فرهنگ در مرداد ۱۳۸۹ نقد و بررسی شد.
عباس کاظمی نیز در روزنامه شرق به نقد این کتاب پرداخت. کاظمی معتقد است لاجوردی به‌خوبی از میانِ کلیتِ یکدست و منسجمِ فیلم‌ها، تناقضات را آشکار می‌کند و شکاف‌های متن را نشان می‌دهد. در اینجا، بنا به نظریهٔ مرگ مؤلف، نویسنده و کارگردان کنار می‌روند و منتقد با خودِ متن، مواجه می‌شود.
به این ترتیب، منتقد با فضای پیچیده‌ای روبروست که معانی متکثری از آن خارج می‌شود. یکی از پیامدهای سرریزِ معانی، زیرِ سؤال رفتنِ مفاهیم و معانی پیش‌فرض در متن است. به باور کاظمی، لاجوردی در این کتاب به جستجوی متن و بازنمایی زندگی روزمره از طریق تأمل در سکوت، خاطره، اعتماد به یکدیگر و گفتگو پرداخته است؛ بنابراین، پژوهش لاجوردی و شیوهٔ استفادهٔ او از نظریه در حوزهٔ آثار هنری می‌تواند به الگویی برای دانشجویان علاقه‌مند به مطالعات بازنمایی تبدیل شود. همچنین نوشتار لاجوردی هنگام صحبت از دیالکتیک بی‌زمانی و زمانمند بودن، دیالکتیک تکرار ما و یادآوری گذشته زماندار ما، پل‌زدن میان قهرمانی و زندگی روزمره در سینمای ایران و روایتِ ناپدید شدن قهرمانان جدا از زندگی و همچنین نابودیِ خانه همچون مکان امن و آسایش در فیلم‌های متأخر، منعکس‌کنندهٔ نگاه ذره‌نگرانهٔ گئورگ زیمل و تأمل فلسفی در امر عینی از نگاه تئودور آدورنو و والتر بنیامین است.